# ¿Qué hace una chica como tú en un sitio como este? (canción)
¿Qué hace una chica como tú en un sitio como este? es una canción del grupo de rock español Burning, publicada en 1978.

## Descripción
Se trata del tema principal de la película homónima de Fernando Colomo, protagonizada por Carmen Maura. Colomo buscaba una composición musical que concentrara en su letra el argumento de la película y finalmente -tras descartar una propuesta de Luis Eduardo Aute- y, a través del crítico musical Jesús Ordovás, el encargo correspondió a la banda madrileña Burning, que había nacido en el barrio de La Elipa de la capital en 1972.
La letra por tanto va en consonancia con el propio argumento del largometraje y narra las incursiones de una mujer madura en antros de dudosa condición en busca de aventuras amorosas, circunstancias que el narrador considera fuera de lugar (Los años te delatan, nena estás fuera de sitio). Con posterioridad esta letra llegaría a ser tratada de "patriarcal".
Encuadrada en la corriente que se conoce como rock urbano, la canción supuso el mayor éxito en la historia del grupo y su salto a la fama y ha llegado a ser calificada como uno de los himnos de la Movida madrileña.
El tema ha sido clasificado por la revista Rolling Stone en el número 7 de las 200 mejores canciones del pop rock en español, según el ranking publicado en 2010.

## Versiones
Versionada por Antonio Vega para el álbum recopilatorio Burning en directo (1991), por la banda de rock catalán Loquillo y los Trogloditas en 1997 y por el argentino Alejo Stivel con el grupo Pereza en 2011, en cuyo videoclip intervino la presentadora y modelo Pilar Rubio.